# The New Invocation

The New Invocation fut une revue américaine consacrée à la magie bizarre, fondée par Tony Andruzzi en 1981. Elle s’arrêta en 1996.

## Histoire
The New Invocation a été créée en 1981 par Tony Andruzzi. De 1981 à 1991, Tony Andruzzi publiera 61 numéros.  Puis, en 1991, il confiera la charge de rédacteur en chef à Docc Hilford qui en publiera 22 numéros, jusqu'en 1996.
The New Invocation fut un des périodiques qui contribua à donner de la visibilité à la magie bizarre, une branche de l'illusionnisme.
Il y eut entre 100 et 500 abonnés.

## Numéros
Chaque numéro comptait une douzaine de pages, et comportait trois tours.

### Numéros spéciaux
Numéros dédiés à des magiciens :
- #67 : Jim Magus
- #68 : Annemann / Docc Hilford
- #69 : Tony Andruzzi
- #73 : Punx
- #75 : Christian Chelman

## Contributeurs
Parmi les contributeurs on trouve :
- Tony Andruzzi
- Docc Hilford
- Brother Shadow
- Charles Cameron
- Richard Webster
- Scott Gordon
- Jim Magus
- Eugene Burger
- Jim Steinmeyer
- Punx
- Steve Shaw
- Tony Raven
- Max Maven
- Christian Chelman
- Kenton Knepper
- Ormond McGill
- Bascom Jones
- Mark Strivings
- Larry Becker

## Rééditions
- The Compleat Invocation, Richard Kaufmann, vol. 1 & 2, (plusieurs éditions). Comprend les 16 numéros de la revue Invocation et les numéros 1 à 36 de The New Invocation
- The Compleat Invocation, Richard Kaufmann, vol. 3. Comprend les numéros 37 à 61 de The New Invocation. Tiré à 400 exemplaires.